# Karpfensee bei Boisterfelde
Karpfensee bei Boisterfelde este o arie protejată (arie specială de conservare — SAC, sit de importanță comunitară — SCI) din Germania întinsă pe o suprafață de 55,5 ha, integral pe uscat.

## Localizare
Centrul sitului Karpfensee bei Boisterfelde este situat la coordonatele 53°19′07″N 13°30′37″E / 53.3186°N 13.5103°E.

## Înființare
Situl Karpfensee bei Boisterfelde a fost declarat sit de importanță comunitară în septembrie 2000.

## Biodiversitate
Situată în ecoregiunea continentală, aria protejată conține 3 habitate naturale: Ape puternic oligomezotrofe cu vegetație bentonică cu Chara spp., Lacuri eutrofice naturale cu vegetație de tip Magnopotamion sau Hydrocharition, Păduri pe pante, grohotișuri și ravene de Tilio-Acerion.
La baza desemnării sitului se află mai multe specii protejate:
- amfibieni (2): buhai de baltă cu burta roșie (Bombina bombina), triton cu creastă (Triturus cristatus)
- mamifere (1): vidră de râu (Lutra lutra)